# 히스파나 제9군단
히스파니아 제9군단(라틴어: Legio IX Hispana 레기오 노나 히스파나[*])은 기원전 1세기에 존재한 로마 제국 육군의 1개 군단이다. 9군단은 공화정 말기에서 제정 초기에 로마의 여러 지역에서 싸웠는데, 기원후 43년 로마의 브리타니아 침공이 개시되자 브리타니아에 주둔하게 되었다. 그러나 기원후 120년경을 전후해서 제9군단은 현재 남아있는 모든 로마 사료들에서 그 흔적이 사라지며, 도대체 무슨 일이 있었는지 알 방법은 없다.
9군단의 알 수 없는 운명은 여러 연구와 추측의 대상이 되고 있다. 테오도르 몸젠은 9군단이 108년 이후 브리타니아 북부에서 로마에 저항하는 켈트 원주민들의 봉기가 일어나자 이를 토벌하기 위해 파견되었다가 전멸했다는 설을 제기했다. 1954년 출판된 아동모험소설 《제9군단의 수리》가 이을 차용하면서 몸젠의 가설이 널리 알려지게 되었다. 소설에서는 9군단이 칼레도니아(스코틀랜드)로 행군했으나 그 뒤로 어떠한 소식도 들려오지 않았다고 쓰고 있다.
한편 일부 학자들은 9군단이 브리타니아에서 살아서 철수한 뒤 기원후 120년경에 오늘날의 네덜란드 지역에 주둔했다는 설을 제기하기도 한다. 이 설에 따르면 9군단은 2세기에 전쟁에 종군하다가 궤멸되어 해산되었다. 이 설에서 제기하는 9군단이 궤멸된 군사분쟁은 바르 코크바의 난(132년) 또는 마르쿠스 아우렐리우스의 파르티아 제국과의 전쟁(161년)이라고 추측한다. 또다른 학자들은 9군단이 브리타니아에서 궤멸당했다는 설을 지지하면서도 그 시기에 대해서는 120년 설을 지지하기도 한다.
어느 설이 맞던 간에 히스파니아 제9군단이 셉티미우스 세베루스 황제(재위 193년 ~ 211년)의 치세 이후로는 존재하지 않았다는 것은 확실하다.

## 같이 보기
- 카스트라
- 리메스